# رينيه جاكوبس
رينيه جاكوبس هو مغني أوبرا وموسيقي ومغني وملحن بلجيكي، ولد في 30 أكتوبر 1946 في غنت في بلجيكا.

## وصلات خارجية
- رينيه جاكوبس على موقع مونزينجر (الألمانية)
- رينيه جاكوبس على موقع ميوزك برينز (الإنجليزية)
- رينيه جاكوبس على موقع أول ميوزيك (الإنجليزية)
- رينيه جاكوبس على موقع ديسكوغز (الإنجليزية)